# Arnold Dresden
Arnold Dresden (Amsterdã, 23 de novembro de 1882 — Swarthmore, 10 de abril de 1954) foi um matemático neerlando-estadunidense.
Conhecido por seu trabalho sobre cálculo variacional. Foi presidente da Mathematical Association of America.

## Vida
Dresden nasceu em Amsterdã, em 23 de novembro de 1882, em uma bem estabelecida família de banqueiros. Após matricular-se por três anos na Universidade de Amsterdã, usou o dinheiro da matrícula em 1903 para comprar uma passagem de navio para Nova Iorque. Viajou depois para Chicago para ajudar um amigo, onde chegou em seu aniversário de 21 anos. Dois anos depois, após economizar dinheiro trabalhando em diversos lugares, matriculou-se na Universidade de Chicago, onde obteve um Ph.D. em 1909, orientado por Oskar Bolza, com a tese The Second Derivatives of the Extremal Integral.

## Pesquisa e ensino
Dresden lecionou na Universidade do Wisconsin-Madison de 1909 a 1927. Durante este tempo escreveu diversos artigos sobre cálculo variacional e sistemas de equações diferenciais lineares. Foi recrutado para o Swarthmore College por Frank Aydelotte para iniciar um programa de ensino de matemática que tornou-se um modelo para outros colleges e universidades nos Estados Unidos. Dresden permaneceu no Swarthmore College até aposentar-se em 1952. Em 1935–1936 esteve de licença sabática no Instituto de Estudos Avançados de Princeton, onde escreveu An Invitation to Mathematics. Morreu em 10 de abril de 1954, com 71 anos de idade.

## Artigos
- «The second derivatives of the extremal-integral». Trans. Amer. Math. Soc. 9 (4): 467–486. 1908. MR 1500822
- «On the second derivatives of an extremal-integral with an application to a problem with variable end points». Trans. Amer. Math. Soc. 17 (4): 425–436. 1916. MR 1501051
- «Brouwer's contributions to the foundations of mathematics». Bull. Amer. Math. Soc. 30 (1–2): 31–40. 1924. MR 1560837
- «Some recent work in the calculus of variations». Bull. Amer. Math. Soc. 32 (5): 475–521. 1926. MR 1561253
- «Some philosophical aspects of mathematics». Bull. Amer. Math. Soc. 34 (4): 438–452. 1928. MR 1561587
- «On the generalized Vandermonde determinant and symmetric functions». Bull. Amer. Math. Soc. 39 (6): 443–449. 1933. MR 1562644
- «On the iteration of linear homogeneous transformations». Bull. Amer. Math. Soc. 48 (8): 577–579. 1942. MR 0006984

## Livros
- Dresden, Arnold (1921). Plane trigonometry. [S.l.]: John Wiley
- Dresden, Arnold. Solid Analytical Geometry and Determinants. 1930; reprint 1964. NY and London (1930): John Wiley and Chapman & Hall; (reprint) Dover
- Dresden, Arnold (1936). An Invitation to Mathematics. [S.l.]: H. Holt
- Dresden, Arnold (1940). Introduction to the Calculus. [S.l.]: H. Holt
- Waerden, B. L., van der; English trans. Arnold Dresden (1954). Science Awakening. [S.l.]: Noordhoff